# 馬籠遠山氏
馬籠遠山氏（まごめとおやまし）は、美濃国恵那郡馬籠（岐阜県中津川市馬籠）に拠った利仁流加藤氏の子孫・美濃遠山氏の一族。居城は馬籠城。

## 概要
文治元年（1185年）に源頼朝の重臣の加藤景廉が遠山荘地頭に赴任し、景廉の子の景朝は地名をとって遠山氏と改姓した。これが美濃国の遠山氏の祖である。
その後、遠山氏は、本家の岩村遠山氏以外にも遠山荘各地に分散し、居城ごとに分かれて「遠山七家」（岩村・苗木・明知・飯羽間・串原・明照・安木・馬籠など）と呼ばれるようになった。このうち、馬籠城に拠ったのが馬籠遠山氏である。
当時馬籠を含む木曽谷は、美濃国恵那郡に属するのか信濃国筑摩郡に属するのか、はっきり決まっていなかったが、馬籠峠を境に西側の馬籠は遠山荘の一部であり、馬籠峠より東は小木曾荘に属し木曾氏の領地であった。
分岐した年代や初代の馬籠城主などは不詳。室町時代には既に分岐していたらしく、永享3年（1431年）の『永享以来御番帳』に遠山馬籠左馬介、文安元年（1448年）の『内裏』に遠山馬籠、長享元年（1487年）の『常徳院殿』の全てに遠山馬籠右馬介の名が見える。
天正2年（1574年）の武田氏の東濃侵攻を記した『甲陽軍鑑』にまこめという地名が記載されている。以降の消息は不明であり、この時、馬籠遠山氏は滅亡したと考えられる。